# McRae–Helena
McRae–Helena ist eine City im US-Bundesstaat Georgia und der County Seat von Telfair County. Sie hat 6.253 Einwohner (Stand: 2020). Das Stadtgebiet reicht bis in das benachbarte Wheeler County.

## Geschichte
Am 1. Januar 2015 fusionierten McRae und die Nachbarstadt Helena zu McRae-Helena. Dieser Zusammenschluss wurde initiiert, weil Helena die Abwasserkapazität der Stadt nicht bewältigen konnte. Wenn McRae die Wasserdienstleistungen von Helena übernommen hätte, wären Helena weniger Einnahmen geblieben, und es hätte nur noch zwei Dienstleistungen anbieten können.

## Demografie
Nach der Schätzung von 2019 leben in McRae–Helena 10.907 Menschen. Die Bevölkerung teilte sich im selben Jahr auf in 38,0 % Weiße, 51,3 % Afroamerikaner, 0,2 % amerikanische Ureinwohner und 0,4 % mit zwei oder mehr Ethnizitäten. Hispanics oder Latinos aller Ethnien machten 21,0 % der Bevölkerung aus. Das mittlere Haushaltseinkommen lag bei 28.155 US-Dollar und die Armutsquote bei 44,1 %.